# Terreur sur le Britannic
Cet article possède un paronyme, voir Britannic (homonymie).
Pour plus de détails, voir Fiche technique et Distribution.
Terreur sur le Britannic (Juggernaut) est un thriller anglo-américain réalisé par Richard Lester, sorti en 1974.

## Synopsis
Le paquebot SS Britannic entame une croisière, avec à son bord 1 200 passagers, devant le mener d'Angleterre aux États-Unis. Un homme se faisant appeler « Juggernaut » (Freddie Jones) téléphone à Nicholas Porter (Ian Holm), directeur de la Sovereign Lines à qui appartient le Britannic pour lui annoncer qu'il a placé plusieurs bombes à bord. Après une petite explosion sur le pont du navire destinée à prouver qu'il est sérieux, Juggernaut exige une forte rançon de 500 000 livres sterling afin de donner le moyen de désamorcer les bombes. Le temps étant exécrable, il n'y a aucun espoir de mettre les canots à la mer. Le commandant du Britannic (Omar Sharif) ne pouvant faire accepter le paiement de la rançon par les autorités, doit accueillir à bord une équipe de démineurs parachutée en pleine mer dont un péri en mer. Le chef des démineurs, Fallon (Richard Harris), homme exubérant et fantasque mais très compétent, se heurte au commandant à la suite du décès de son meilleur homme et ami, Charlie (David Hemmings), lors de la tentative de désamorçage d'une des bombes. Alors que l'équipage et les passagers, bien que terrorisés, essayent de garder bonne figure, Fallon, dépassé par la complexité des engins, demande de l'aide à distance à un vieil ami, Sidney Buckland, ancien démineur comme lui. L'heure fatale approche et les passagers s'apprêtent à embarquer dans les canots malgré les risques. Pendant ce temps, la police, arrivée chez Buckland, se rend compte que Juggernaut et lui sont la même personne. Ils l'emmènent alors afin de parler à Fallon qui est arrivé à isoler le cœur de la bombe. Seul Juggernaut peut aider Fallon à franchir la dernière étape du désamorçage. Malgré leur amitié et ses prières, Juggernaut indique à Fallon la mauvaise manière mais celui-ci, soupçonneux, à la dernière seconde, choisit de lui-même et ainsi sauve sa vie, le bateau et ses occupants.

## Fiche technique
- Titre original : Juggernaut
- Titre français : Terreur sur le Britannic
- Réalisation : Richard Lester
- Scénario : Richard Alan Simmons[1] et Alan Plater (Dialogue additionnel)
- Musique : Ken Thorne
- Direction artistique : Alan Tomkins
- Décors : Terence Marsh
- Costumes : Evangeline Harrison[2]
- Photographie : Gerry Fisher, assisté d'Ernest Day (cadreur)
- Montage : Antony Gibbs (en)
- Maquillage : Wally Schneiderman
- Production : Richard Alan Simmons
  - Producteur exécutif : David V. Picker
  - Producteur associé : Denis O'Dell
- Directeur de production : Roy Stevens (Manager production)
- Sociétés de production : David V. Picker Productions[3], Two Roads Productions
- Société de distribution : United Artists
- Pays de production :  Royaume-Uni /  États-Unis
- Langue originale : anglais
- Format : couleur – 1,66 : 1 – 35 mm – Mono
- Genre : thriller
- Durée : 109 minutes
- Dates de sortie[4] : 
  - États-Unis : 25 septembre 1974
  - Royaume-Uni : 10 octobre 1974
  - France : 8 janvier 1975

## Distribution
- Richard Harris (VF : William Sabatier) : Lieutenant Cmdr. Anthony Fallon
- Omar Sharif (VF : André Oumansky) : Alex Brunel, commandant du Britannic
- David Hemmings (VF : Bernard Murat) : Charlie Braddock
- Anthony Hopkins (VF : Francis Lax) : l'inspecteur John McLeod
- Shirley Knight (VF : Michèle Montel) : Barbara Bannister
- Ian Holm (VF : Sylvain Joubert) : Nicholas Porter, directeur de la Sovereign Lines
- Clifton James (VF : Pierre Garin) : M. Corrigan
- Roy Kinnear (VF : Albert Augier) : Curtain, le directeur social du Britannic
- Caroline Mortimer (VF : Sophie Réal) : Susan McLeod
- Mark Burns (VF : Jacques Richard) : Hollingsworth, premier officier du Britannic
- John Stride (VF : Philippe Mareuil) : Hughes, chef de cabinet du gouvernement
- Freddie Jones (VF : Jean Topart) : Sidney Buckland, le « Juggernaut »
- Julian Glover (VF : Jean-François Laley) : le commandant Marder
- Jack Watson : Mallicent, chef mécanicien du Britannic
- Roshan Seth : Azad, un serveur du Britannic
- Kenneth Colley : le détective Brown
- Howard Southern : le détective Skinner
- Freddie Fletcher : le deuxième officier du Britannic
- Andy Bradford : Jim Hardy, troisième officier du Britannic
- Simon MacCorkindale : le premier timonier du Britannic
- Ben Aris : le passager qui déambule sur le Britannic
- Tom Chadbon (VF : Marc Jolivet) : le contact de « Juggernaut » à l'aérogare
- Paul Antrim : Digby
- John Bindon : Driscoll
- Adam Bridge : David McLeod
- Rebecca Bridge : Nancy McLeod
- Barnaby Holm : Christopher Porter
- Liza Ross : Laura Kellogg
- Bob Sessions : Jerry Kellogg
- Kristine Howarth : Mme Buckland
- Doris Nolan (VF : Lita Recio) : Mme Corrigan
- Cyril Cusack : Major O'Neill (non crédité)
- Michael Hordern : M. Baker (non crédité)

## Autour du film
- Le tournage à lieu en grande partie à bord du TS Hambourg.
- Lors de sa sortie en DVD au Royaume-Uni, le titre est changé en Terror on the Britannic en lieu et place de Juggernaut.